# Concertfilm
Een concertfilm is een documentairefilm, waarin de focus ligt op een liveconcert van een artiest, met alle backstage-handelingen van dien. Sinds een paar jaar worden opnamen van live-uitvoeringen van komieken ook gezien als concertfilm, maar enkel als er sprake is van zang. Typerend voor concertfilms is de eenvoudige naam - meestal "(Artiest), live in concert" of "(Artiest) Live".
Een selectie concertfilms:
- T.A.M.I. Show (1965), inclusief optredens van tal van populaire rock-'n-roll en R&B-muzikanten op het Santa Monica Civic Auditorium in 1964.
- Monterey Pop (1968), documentatie van het Monterey Pop Festival van 1967.
- Gimme Shelter (1970), chroniqueur van de '69-tournee van The Rolling Stones, die culmineerde in het rampzalige Altamont Free Concert.
- Sweet Toronto (1970), documentatie van het Rock and roll revival-concert in Toronto in september 1969, met optredens van Bo Diddley, Jerry Lee Lewis, Little Richard en John Lennon en de Plastic Ono Band.
- Woodstock (1970), documentatie van Woodstock in 1969.
- Ziggy Stardust and the Spiders from Mars (1973), gericht op een concert van David Bowie, in 1973.
- Live at the Roxy, 1973  (1973), de berucht vertraagde film van Frank Zappa's voorstellingen.
- The Last Waltz, film van Martin Scorsese van het afscheidsconcert van The Band (1976)